# Ululodes sinuatus
Ululodes sinuatus is een insect uit de familie van de vlinderhaften (Ascalaphidae), die tot de orde netvleugeligen (Neuroptera) behoort. 
Ululodes sinuatus is voor het eerst wetenschappelijk beschreven door Banks in 1924.